# Pristiophorus japonicus

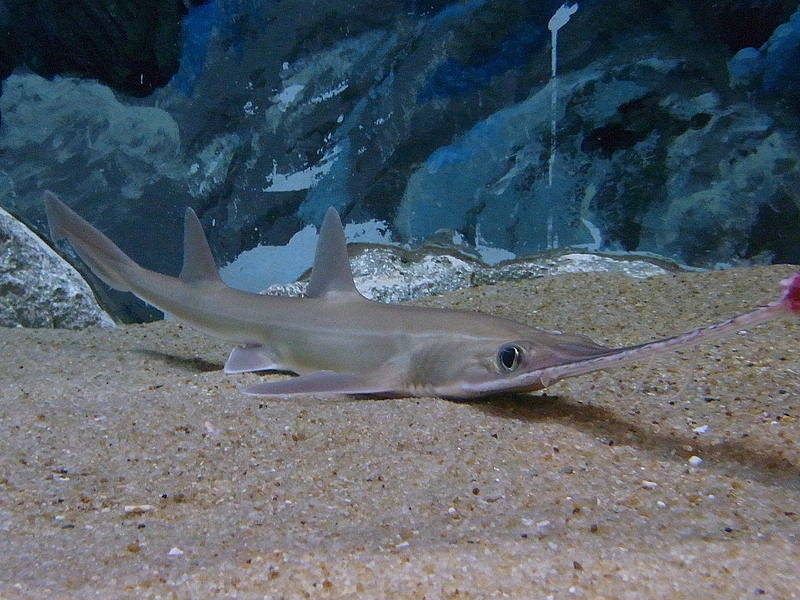
Un esemplare in acquario

Lo squalo sega giapponese (Pristiophorus japonicus) è uno squalo sega appartenente alla famiglia dei pristiophoridae.

## Descrizione
Questo squalo ha un rostro lungo e stretto. La sua prima pinna dorsale ha origine dietro le punte delle pinne pettorali e la sua pinna caudale è angolata quasi dritta in linea con il corpo. Lo squalo sega giapponese raggiunge la lunghezza massima di 1,36 metri.

## Distribuzione e habitat
Si trova nel nord-ovest dell'Oceano Pacifico intorno al Giappone, alla Corea, e nel nord della Cina. Si trova sopra i fondali sabbiosi o fangosi della piattaforma continentale a profondità da 50 a 800 m. Questa specie può migrare verticalmente nella colonna d'acqua a causa delle variazioni di temperatura.

## Biologia
Lo squalo sega giapponese ha una dieta basata su piccoli organismi bentonici. Come tutti gli squali sega si tratta di una specie vivipara. Dopo un periodo di gestazione sconosciuto le femmine partoriscono 12 piccoli di 30 cm. Alla maturità sessuale il maschio raggiunge tra gli 80 e 100 cm.

## Conservazione e rapporti con l'uomo
Per le poche informazioni la IUCN non può classificarlo, ma essendo una specie molto pescata si deve tenere conto che potrebbe essere a rischio. A causa del suo habitat e comportamento è una specie innocua per l'uomo.